# 산악 자전거

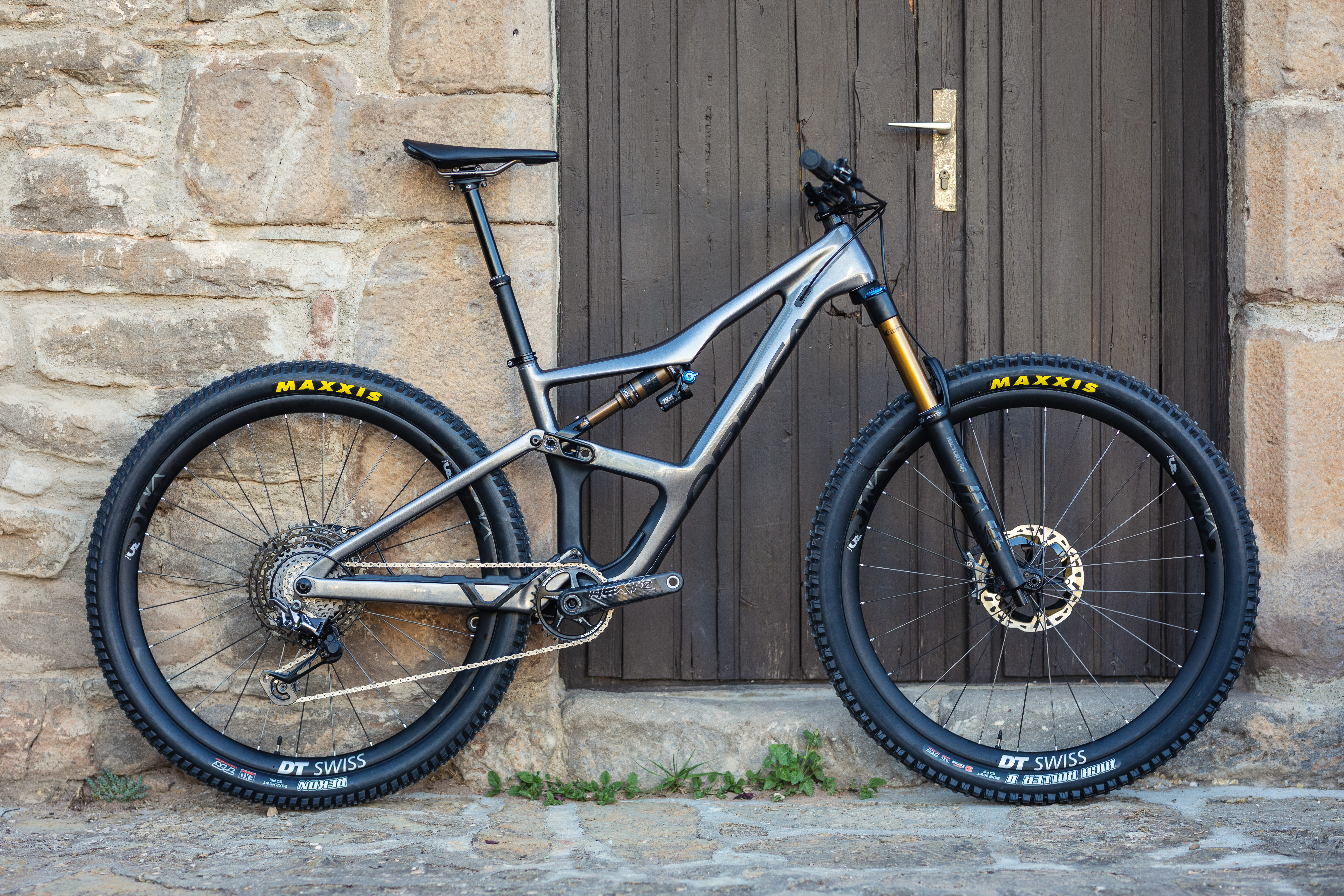
산악 자전거

산악 자전거(山岳自轉車) 또는 마운틴 바이크(MounTain Bike, MTB or mountain bicycle)는 1970년대 이후로 비치 크루저에 모터사이클의 충격 흡수 장치와 타이어를 접목해 산악 지형에서 탈 수 있게 한데서 유래되었다. 게리 피셔와 같은 사람들이 산악자전거의 선구자로 알려져 있다. 높은 충격에도 끄떡없는 프레임과 구동계열 부품(Drive Train), 광폭 타이어, 특수 충격 흡수장치(Suspension), 강력한 브레이크가 장착되어 있으며 특히 11단,12단,27단, 30단, 33단 등의 고단의 기어가 장착되어 경사가 높은 언덕에서도 효율적인 주행을 할 수 있다. 대표적인 산악자전거의 종류로는 XC(Cross Country) Bike, All Mountain Bike, Down hill Bike, Freeride Bike 등이 있다.

## 종목
Trial, Dirt jump , Urban riding 과 같은 익스트림 스포츠로 분류되는 장르까지 생겨나게 되었다.
- Cross Country(xc)
- Down hill(dh)
- Free riding(fr)
- Dual slarom
- Hill Climbing

## 같이 보기
- 자전거
- 로드 바이크